# Kleopatra w niewoli
Kleopatra w niewoli (oryg. fr. Cléopâtre captive) – dramat Étienne’a Jodelle’a wystawiony w 1553, wydany w druku po śmierci autora w 1574. 

## Okoliczności powstania utworu
Powstanie Kleopatry w niewoli wiązało się z fascynacją twórców z kręgu Plejady literaturą antyczną oraz chęcią stworzenia od podstaw nowej literatury francuskojęzycznej opartej na wzorcach starożytnych i wzbogacającej je. Jodelle zrealizował to założenie w swoim dramacie, mimo faktu, że Obrona i uświetnienie języka francuskiego, główny manifest Plejady, poświęcała teatrowi niewiele miejsca, przypisując najwięcej zadań poezji. 

## Treść
Duch Antoniusza pojawia się przed schwytaną przez Oktawiana Kleopatrą i oznajmia jej, że jedynym ratunkiem przed hańbą jest dla niej samobójstwo. Kobieta zaczyna zastanawiać się, czy powinna tak właśnie postąpić. Tymczasem Oktawian zastanawia się, co powinien uczynić z uwięzioną i czy władczyni Egiptu, uznając swoje położenie za hańbę, nie zechce targnąć się na swoje życie. Następnie Kleopatra staje przed nim i ofiarowując mu swoje bogactwa próbuje wywołać u niego uczucie litości. Wobec fiaska tych starań popełnia decyzję o samobójstwie. Oktawian odchodzi, o śmierci kobiety donosi mi służący. 

## Cechy utworu
Kleopatra w niewoli jest sztuką liryczną, dzieloną na pięć aktów. Jej konstrukcja powtarza wzory znane z dramatu antycznego: monologi i dialogi bohaterów przeplatają się z wejściami chóru komentującego zdarzenia i przedstawiającego ogólne prawdy o życiu człowieka i całych społeczeństw. Dzieło ma wydźwięk zdecydowanie pesymistyczny: chór skupia się w swoich wypowiedziach na tragicznym położeniu jednostek i narodów, okrucieństwie i zmienności losu, fatalnym wpływie namiętności na ludzkie życie. 
Tragedia ma charakter statyczny - wybierając powszechnie znany wśród wykształconych odbiorców temat Jodelle świadomie odbiera swojemu dziełu efekt napięcia, oczekiwania na nieoczekiwane rozwiązanie akcji, zrywając tym samym z konwencją teatralną pierwszej połowy XVI wieku. Dramat rozpoczyna się wprawdzie in medias res (w środku właściwej akcji), jednak rozstrzygnięcie całości możliwe jest do przewidzenia już na podstawie wydarzeń pierwszego aktu. Monologi postaci oraz pieśni chóru konstruowane są według zasad wyznaczonych przez program Plejady dla gatunków lirycznych - dwa pierwsze akty napisane są aleksandrynem, kolejne dziesięciozgłoskowcem, pieśni chóru mają formy ody. Całość ma charakter zdecydowanie statyczny, stąd określenie „tragedia ofiary” stosowane wobec tak napisanej tragedii humanistycznej. W podobnym tonie utrzymana była druga tragedia Jodelle’a, Dydona składająca siebie w ofierze. 

## Recepcja
Kleopatra w niewoli została wystawiona po raz pierwszy na dworze Henryka II 9 lutego 1553, z osobistym udziałem autora w roli tytułowej. Król był zachwycony tragedią i według relacji Etienne'a Pasquiera podarował Jodelle'owi 500 złotych dukatów. Drugie wystawienie tragedii odbyło się w paryskim Kolegium Boncourt i również spotkało się z bardzo pozytywnym przyjęciem oraz wielkim zainteresowaniem publiczności.